# 29700 Salmon
Salmon (Tiểu hành tinh 29700) là một tiểu hành tinh vành đai chính có độ lệch tâm quỹ đạo là 0.1335216 và chu kỳ quỹ đạo là 1369,29 ngày (3,75 năm). Salmon có vận tốc quỹ đạo trung bình là 19.17304355 km/s và độ nghiêng là 8.30305°. Tiểu hành tinh này được Paul Comba phát hiện vào ngày 19 tháng 12, năm 1998.